# 赛义德·阿里夫·哈桑
赛义德·阿里夫·哈桑中將（1950年11月11日—）是一名退役的巴基斯坦陆军三星上將（相當於中將）。他是巴基斯坦奥林匹克协会的现任主席。2007年，他还在没有竞争对手的情况下当选为亚洲奥林匹克理事会副主席。他还担任了第九届伊斯兰堡奥运会组委会主席。

## 任職
作为少将，他担任过巴基斯坦陸軍副總參謀長。2001年10月，他晋升为中将并任命为巴基斯坦陸軍第10兵團指挥官， 2003年9月，他被任命為第4兵團的指揮官。
哈桑在巴基斯坦陆军服役期间，被任命2004年南亚运动会组委会主席。該運動會原定于2001年10月在伊斯兰堡举行，但由于911事件的安全担忧被推迟。 然后被重新安排在2002年3月舉行，但由于印巴雙方爆發2001年印巴對峙的緣故，再次被推迟。2002年3月，由于伊拉克战争，巴基斯坦被迫取消了这一活动。直到2004年雅典奧運會開始。
哈桑将军于2004年11月当选为巴基斯坦奥林匹克协会主席。他在2008年再次当选，并在2012年再次当选。
2007年，哈桑将军在没有竞争对手的情况下当选为亚洲奥林匹克理事会副主席。

## 個人爭議
巴基斯坦体育委员会在其2005年的体育政策中对体育联合会的官员规定了两届任期的限制。2011年，巴基斯坦最高法院重申了这一政策。哈桑将军拒绝接受这一决定，辩称这违反了奥林匹克宪章。2012年，他再次当选，開始第三个任期。而政府则成立了一个平行委员会。 国际奥委会威胁要禁止巴基斯坦参赛。 最后，2014年7月，巴基斯坦体育理事会和政府承认他为巴基斯坦体育协会主席。

## 其他任職
除了巴基斯坦奥林匹克协会主席外，他还担任巴基斯坦射箭联合会主席。